# 1711 Sandrine
1711 Sandrine este un asteroid din centura principală, descoperit pe 29 ianuarie 1935, de Eugène Delporte.